# Олександрівка (Плодородненська сільська громада)
Олекса́ндрівка — село в Україні, у Мелітопольському районі Запорізької області. Входить до складу Плодородненської сільської громади. Населення становить 59 осіб.

## Географія
Село Олександрівка знаходиться на відстані 2,5 км від сіл Молодіжне та Матвіївка. Поруч проходить автомобільна дорога Т 0816.

## Історія
- Колишнє німецьке католицьке село Александргейм. Засноване в 1860 році, 56 сім'ями переселенців з Пришибських колоній[1].
- В 1945 році перейменоване в село Олександрівка.
- До 2017 року орган місцевого самоврядування - Мар'янівська сільська рада.